# Jimmy Graham
Jimmy Graham (* 24. November 1986 in Goldsboro, North Carolina) ist ein ehemaliger US-amerikanischer American-Football-Spieler auf der Position des Tight Ends für die New Orleans Saints in der National Football League (NFL). Den Beginn seiner Profikarriere verbrachte er bei den Saints, bei denen er mehrere Franchiserekorde aufstellte, bevor er 2015 zu den Seattle Seahawks und 2018 zu den Green Bay Packers wechselte. Später spielte er auch für die Chicago Bears. Er wurde fünfmal in den Pro Bowl gewählt.

## Frühe Jahre
Graham wurde in Goldsboro, North Carolina geboren und durchlebte eine schwierige Kindheit. Seine Mutter gab ihn im Alter von elf Jahren ab, woraufhin er in einer Gruppenunterkunft mit anderen Jugendlichen aufwuchs und physisch misshandelt wurde. In der Highschool adoptierte ihn schließlich ein Vertrauenslehrer, wodurch sich seine Schulnoten fortan verbesserten und er sich zum Basketballstar entwickelte, was ihm schließlich ein Stipendium von der University of Miami einbrachte.

## College
Graham spielte von 2005 bis 2009 Basketball für die Miami Hurricanes. 2009 machte er seinen Abschluss in den Fächern Marketing und Management und besuchte dennoch ein weiteres Jahr lang Vorlesungen, während er nebenbei Football spielte. Als Tight End beendete er die Saison mit 17 gefangenen Pässen für 213 Yards und fünf Touchdowns.

## NFL

### New Orleans Saints
Die Scouts beschrieben Graham vor dem NFL Draft 2010 als "extrem athletisch, mit einer herausragenden Kombination aus Größe und Geschwindigkeit", dennoch wurde er als Rohdiamant gesehen, nachdem er nur ein Jahr College-Football-Erfahrung gesammelt hatte. Er wurde von den New Orleans Saints in der dritten Runde an 95. Stelle ausgewählt und unterschrieb kurz darauf einen Vierjahresvertrag über 2,445 Millionen US-Dollar.

#### 2011
In seiner Rookie-Saison kam er hinter dem Routinier Jeremy Shockey nur in fünf Spielen zum Einsatz. In seinem ersten Spiel gelang ihm jedoch gleich ein 19-Yards-Touchdown. Am Ende der Saison standen für ihn 31 gefangene Pässe für 356 Yards und fünf Touchdowns zu Buche.

#### 2012
In seiner zweiten Spielzeit gelangen ihm als Stammspieler 99 Fänge für 1.310 Yards und elf Touchdowns, und er wurde in seinen ersten Pro Bowl gewählt. Außerdem war er damit der erste Tight End in der Geschichte der Saints, dem mehr als 1.000 Yards Raumgewinn gelangen. Die Saints erreichten die Play-offs, schieden jedoch in der Divisional Round gegen die San Francisco 49ers aus.

#### 2013
Durch den neuen Tarifvertrag der NFL war Graham nach der Saison 2013 ein Free Agent. Die Saints benutzten allerdings den Franchise Tag, um zu verhindern, dass Graham ohne Entschädigung bei einem anderen Team unterschreiben konnte. Nach einigen juristischen Scherereien einigten sich beide Parteien kurz vor Ende der Transferfrist auf einen neuen Vierjahresvertrag über 40 Millionen US-Dollar, was Graham zum bestbezahlten Tight End der NFL machte.
Graham wurde durch seinen charakteristischen Touchdown-Jubel bekannt, bei dem er in Bezug auf seine Basketballvergangenheit den Football über das Torgestänge dunkt. Im Spiel gegen die Atlanta Falcons verbog sich dabei jedoch das Tor, woraufhin die NFL beschloss, ab der Saison 2014 für diesen Jubel eine Strafe für unsportliches Verhalten auszusprechen. Er war der erste Spieler, der für dieses Vergehen im Spiel gegen die Tennessee Titans im August 2014 mit einer Geldstrafe von 30.000 US-Dollar belegt wurde.

### Seattle Seahawks

#### 2015
Am 10. März 2015 wurden Graham und ein Viertrundenpick an die Seattle Seahawks abgegeben. Im Gegenzug erhielten die Saints Center Max Unger und einen Erstrundenpick im Draft 2015. Er fing in seiner ersten Spielzeit für die Seahawks 48 Pässe für 605 Yards und zwei Touchdowns, bevor er sich am zwölften Spieltag gegen die Pittsburgh Steelers die Patellasehne riss und die Saison vorzeitig beenden musste.

#### 2016
Nachdem Graham wegen der Verletzung noch zu Beginn der Saison 2016 als Physically Unable to Perform gelistet wurde, bekam er am 10. August 2016 von der medizinischen Abteilung die Erlaubnis, am Training teilzunehmen. Er spielte trotzdem in allen 16 Saisonspielen, davon in 15 von Beginn an. Er fing 65 Bälle für 923 Yards und sechs Touchdowns. In den Play-offs fing er in zwei Spielen sechs Pässe für 59 Yards und einen Touchdown.

### Green Bay Packers

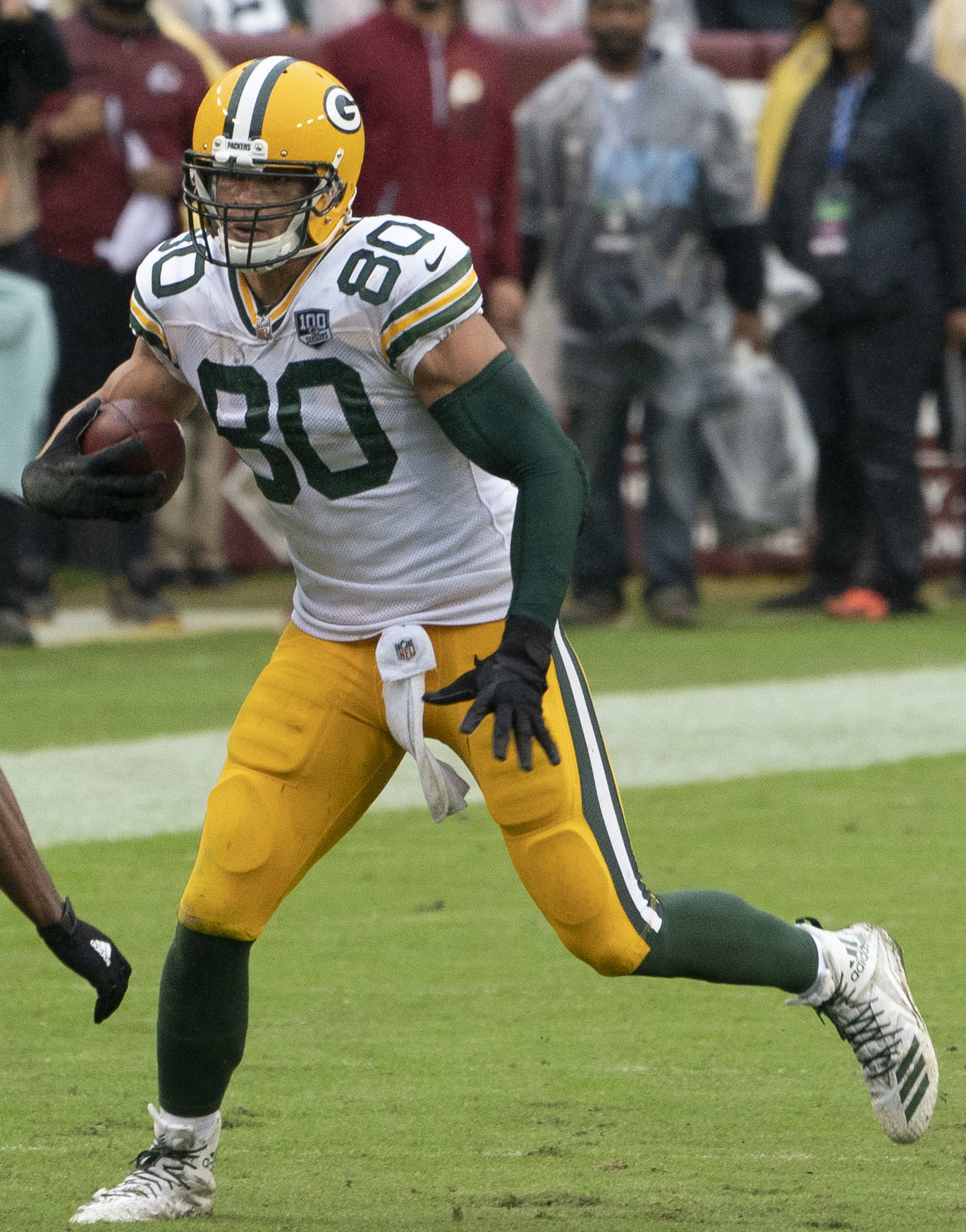
Graham bei den Greeen Bay Packers, 2018

Im März 2018 verpflichteten die Green Bay Packers Graham und gaben ihm einen Dreijahresvertrag.
Am 12. März 2020 lösten die Packers den Vertrag mit Graham auf.

### Chicago Bears
Im März 2020 verpflichteten die Chicago Bears Graham.

### Rückkehr zu den New Orleans Saints
Nachdem er in der Saison 2022 nicht gespielt hatte, nahmen die New Orleans Saints Graham am 25. Juli 2023 unter Vertrag. Er fing sechs Pässe für 39 Yards – davon vier Touchdownpässe. In der Spielzeit 2024 war er nicht aktiv. Im Juli 2025 gab Graham sein Karriereende bekannt.